# Serra Lopes, Cortes Martins & Associados
A Serra Lopes, Cortes Martins & Associados, também conhecida como SLCM, foi uma sociedade de advogados portuguesa.
O seu início remonta ao escritório iniciado pelos advogados António e Maria de Jesus Serra Lopes, em 1962, incluindo depois como sócio e managing partner o advogado Luís Miguel Cortes Martins. 
A sociedade surgiu na assistência de diversas operações de fusões e aquisições de empresas e também em processos contenciosos, destacando-se, nos seus últimos anos de atividade, a representação da Oi na venda da Portugal Telecom à Altice, em 2015, e a representação da China Three Gorges, em 2018, na OPA lançada por esta sobre a EDP.  
Em 2023 a SLCM foi incorporada na ibérica Cuatrecasas, Gonçalves Pereira & Associados, sociedade que remonta ao escritório iniciado por Emilio Cuatrecasas Buquet em Barcelona, em 1917, e que incorporara já a portuguesa Gonçalves Pereira, Castelo Branco & Associados.